# Somma-Vulkan
Ein Somma-Vulkan (oder ein Vulkan vom Somma-Typ) besteht aus einer Caldera, innerhalb der sich ein Vulkankegel entwickelt hat. Namensgeber ist der in Süditalien gelegene Monte Somma, der dem topographisch höchsten Abschnitt des Randes einer komplexen Caldera entspricht, die infolge schwerer historischer und prähistorischer Ausbrüche des Vesuv entstanden ist.
Eine große Zahl an Somma-Vulkanen findet sich auf der Kamtschatka-Halbinsel und den südlich angrenzenden Kurilen.
Bekannte Somma-Vulkane sind:
- Europa:
  - Vesuv (Italien)
- Afrika:

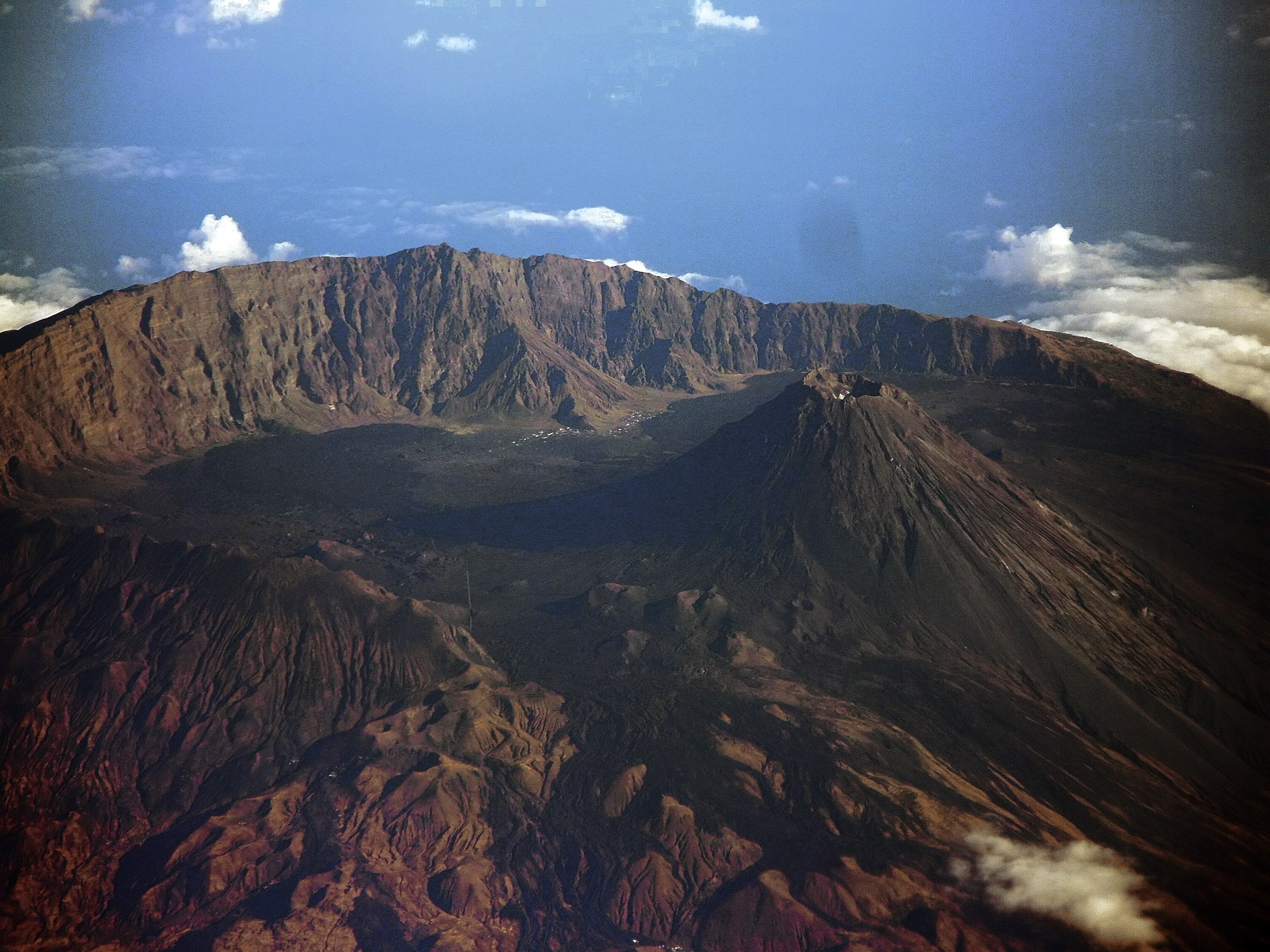
Luftaufnahme des Pico do Fogo (Kapverdische Inseln) als Beispiel eines Somma-Vulkans. Der Vulkankegel des Fogo ist 100 m höher als die Wände der Caldera, in der er sich befindet.

  - Pico do Fogo, Fogo (Kapverdische Inseln)
  - Teide, Teneriffa (Kanarische Inseln)
- Asien:
  - Aira-Caldera, Kyūshū (Japan)
  - Ebeko, Paramuschir (Kurilen)
  - Kolokol-Gruppe: Kolokol, Berg, Borzov, Trezubetz; auf Urup, (Kurilen)
  - Krenizyn, 1325 m hoch, in der Caldera Tao Rusy, Onekotan, (Kurilen)
  - Medvezhia, Iturup (Kurilen)
  - Milna, Simuschir (Kurilen)
  - Saretschny, Kamtschatka-Halbinsel
  - Tyatya, Kunaschir (Kurilen)
  - Urataman, Simuschir (Kurilen)
- Amerika:
  - Cosigüina (Nicaragua)